# France Truffaut
 (septembre 2022).
Si vous disposez d'ouvrages ou d'articles de référence ou si vous connaissez des sites web de qualité traitant du thème abordé ici, merci de compléter l'article en donnant les références utiles à sa vérifiabilité et en les liant à la section « Notes et références ».
Pour les articles homonymes, voir Truffaut.
France Claire Truffaut, née le 26 juin 1926 à Liège et morte le 5 avril 2014, est une femme politique belge, sénatrice cooptée du Parti socialiste de 1985 à 1991 et militante wallonne.

## Biographie
Licenciée en  histoire de l'université de Liège, diplômée du Queen Mary's College de Londres; fille de Georges Truffaut (1901-1942), elle s'engage très vite dans le mouvement wallon au point d'être appréhendée durant la Question royale en fin juillet 1950: 
«  Arrêtée par la gendarmerie (30 juillet 1950), insultée par un haut magistrat, j'ai ressenti très profondément l'oppression du pouvoir belge sur sa Wallonie et son peuple. »
Elle enseigne l'histoire au lycée Léonie de Waha, à l'Athénée de Liège et à l'École normale des Rivageois. Elle est déléguée CGSP enseignement (branche de la FGTB), et lors de la Grève générale de l'hiver 1960-1961, elle est une des premières à déclencher la grève dans ce secteur. Elle participe à toutes les manifestations, dont la manifestation violente à la Gare des Guillemins. André Renard la désigne comme la vice-présidente du Mouvement populaire wallon de Liège. Elle participe activement au Pétitionnement wallon. Au moment où le PSB décrète l'incompatibilité entre l'appartenance au Mouvement populaire wallon et à sa propre organisation, elle hésite à rejoindre François Perin. Elle est cooptée comme sénatrice par le PS de 1985 à 1991, puis renoue avec son métier d'historienne en retraçant la vie de son père sous le titre Sauver l'or belge, Liège, 1997.
Elle avait déclaré à un colloque de l'Institut Jules Destrée en avril 1983 à Liège, à propos des rapports entre la Communauté française et la Wallonie, visant cette dernière et souhaitant souligner l'identité wallonne : « Une personne qui n'a pas de nom n'est personne ».